# Перхеуць
Перхеуць, Перхеуці (рум. Părhăuți) — село у повіті Сучава в Румунії. Входить до складу комуни Тодірешть.
Село розташоване на відстані 363 км на північ від Бухареста, 14 км на північний захід від Сучави, 128 км на північний захід від Ясс.

## Населення
За даними перепису населення 2002 року у селі проживали 1178 осіб, усі — румуни. Усі жителі села рідною мовою назвали румунську.